# Winzendorf-Muthmannsdorf
Winzendorf-Muthmannsdorf è un comune austriaco di 1 891 abitanti nel distretto di Wiener Neustadt-Land, in Bassa Austria; ha lo status di comune mercato (Marktgemeinde). È stato istituito nel 1969 con la fusione dei comuni soppressi di Muthmannsdorf e Winzendorf; capoluogo comunale è Winzendorf.